# El Astillero
El Astillero est une commune espagnole située dans la communauté autonome de Cantabrie, au fond de la baie de Santander.
La ville est connue pour son chantier naval et pour détenir le titre de champion d'Espagne d'aviron.
L'entraîneur du Real Sporting de Gijón Manuel Preciado et l'ancien footballeur international Francisco Gento sont originaires de cette commune.

## Personnalités liées à la commune
- Virginia Díaz Rivas (1991-), rameuse.
- Francisco Gento (1933-2022), footballeur espagnol.
- Poetas de Botella, groupe de rock formé en 2005 et originaire d'El Astillero.